# Olethrius brevicornis
Olethrius brevicornis is een kever uit de familie van de boktorren (Cerambycidae). De wetenschappelijke naam van de soort werd voor het eerst geldig gepubliceerd in 1952 door Dillon & Dillon. De naam is mogelijk een synoniem van Olethrius tyrannus.